# Metopia natalensis
Metopia natalensis är en tvåvingeart som först beskrevs av Zumpt 1961.  Metopia natalensis ingår i släktet Metopia och familjen köttflugor. Inga underarter finns listade i Catalogue of Life.